# Dušan Mlađan
Dušan Mlađan, en serbio: Душан Млађан, (nacido el 16 de noviembre de 1986 en Belgrado) es un jugador de baloncesto serbio-suizo que actualmente pertenece a la plantilla de los Lions de Genève de la LNA, la máxima división suiza. Con 1,98 metros de altura puede jugar tanto en la posición de Escolta como en la de Alero. Internacional absoluto con Suiza, es hermano del también baloncestista Marko Mlađan.

## Trayectoria profesional

### Inicios
Formado en la cantera de los Lugano Tigers suizos, debutó con tan solo 17 años con el primer equipo de la LNA (temporada 2002-2003; con un promedio de 18 puntos por partido).
A final de la temporada 2003-2004, fue elegido jugador sub-21 del año de la LNA, en el mejor quinteto de jugadores suizos de la LNA y en el mejor quinteto de sub-21 de la LNA, todo por Eurobasket.com.
En su última temporada antes de marcharse a Italia (2004-2005), jugó 20 partidos de liga y 9 de play-offs, promediando en liga 13,5 puntos (39,2 % en triples y 75 % en tiros libres), 4,2 rebotes, 1,3 asistencias y 1,3 robos en 26,9 min, mientras que en play-offs promedió 15,7 puntos (62,9 % en tiros de 2, 54,8 % en triples y 80 % en tiros libres), 4,9 rebotes y 1,9 robos en 27,4 min.
A final de temporada, fue elegido por 2ª vez jugador sub-21 del año de la LNA y en el mejor quinteto de sub-21 de la LNA, ambas cosas por Eurobasket.com.

### Italia
En la temporada 2005-2006, con tan solo 19 años, dio el salto a la LEGA italiana, fichando por el Snaidero Udine.
Disputó 11 partidos de liga con el conjunto de Udine, promediando 1,5 puntos (55,6 % en tiros de 2) y 0,4 rebotes en 3,5 min de media.
En el verano de 2006, fichó por dos años por el Cimberio Varese, saliendo cedido al Viola Reggio Calabria de la Legadue (2ª división italiana) en diciembre de 2006.
Disputó 13 partidos de liga con el conjunto de Reggio Calabria, promediando 9,6 puntos (56,8 % en tiros de 2, 31,1 % en triples y 90 % en tiros libres) y 2,7 rebotes en 19,5 min de media.
A la siguiente temporada (2007-2008), de regreso al Cimberio Varese, solo jugó 1 partido de liga con el cuadro de Varese (1 rebote y 1 robo en 6 min).
En enero de 2008, fue cedido a los Lugano Tigers hasta el final de la temporada 2007-2008.
Disputó 11 partidos de liga y 11 de play-offs con el cuadro de Lugano, promediando en liga 21,6 puntos (63,6 % en tiros de 2, 42,6 % en triples y 84,2 % en tiros libres), 3,5 rebotes, 1,5 asistencias y 1,5 robos en 26,9 min, mientras que en play-offs promedió 17,4 puntos (38,2 % en triples y 87,8 % en tiros libres), 3,1 rebotes, 1,3 asistencias y 2 robos en 28,6 min.
Fue el 2º máximo anotador de la LNA y a final de temporada recibió una mención honorable LNA por Eurobasket.com.
Fichó por el Premiata Montegranaro para la temporada 2008-2009, siendo cedido por un mes al Seven 2007 Roseto de la Legadue en diciembre de 2008.
Solo pudo disputar un partido de liga con el conjunto de Roseto degli Abruzzi, ya que cayó lesionado en ese mismo partido (1 rebote en 10 min).

### Regreso a los Lugano Tigers
En marzo de 2009, volvió a los Lugano Tigers, donde estuvo cuatro años y medio (2009-2013).
En su primera media temporada (2009), jugó 3 partidos de liga y 13 de play-offs, promediando en liga 21 puntos (65 % en tiros de 2, 38,5 % en triples y 87,5 % en tiros libres), 3,3 rebotes y 1 robo en 32,7 min, mientras que en play-offs promedió 17,4 puntos (53,2 % en tiros de 2, 43,7 % en triples y 90,2 % en tiros libres), 2,6 rebotes, 1 asistencia y 1,5 robos en 30,7 min.
Fue el 5º máximo anotador de la LNA.
En su segunda temporada (2009-2010), ganó la LNA. Jugó 29 partidos de liga y 9 de play-offs, promediando en liga 16,3 puntos (63,8 % en tiros de 2, 50,6 % en triples y 84,6 % en tiros libres), 3,3 rebotes, 2,6 asistencias y 1,8 robos en 29,4 min, mientras que en play-offs promedió 8,6 puntos (33,3 % en triples y 75 % en tiros libres), 1,2 rebotes, 1,8 asistencias y 1 robo en 22,8 min.
A final de temporada fue nombrado jugador suizo del año de la LNA y elegido en el segundo mejor quinteto de la LNA y en el mejor quinteto de jugadores suizos de la LNA por 2ª vez, todo ello por Eurobasket.com.
En su tercera temporada (2010-2011), ganó la Copa de la Liga de Suiza, la Copa Suiza y la LNA por 2ª vez. Jugó 26 partidos de liga, 10 de play-offs y 8 de EuroChallenge, promediando en liga 13,7 puntos (50,6 % en tiros de 2, 51 % en triples y 85,7 % en tiros libres), 3 rebotes, 1,7 asistencias y 1 robo en 25,5 min, en play-offs 9,5 puntos (39,2 % en triples y 94,4 % en tiros libres), 2,3 rebotes y 1,2 asistencias en 19,1 min, y en la EuroChallenge 10 puntos (52 % en tiros de 2, 35,1 % en triples y 78,9 % en tiros libres), 2 rebotes y 1,3 asistencias en 21,8 min de media.
A final de temporada fue nombrado jugador suizo del año por 2ª vez y elegido en el mejor quinteto de jugadores suizos de la LNA por 3ª vez, ambas cosas por Eurobasket.com.
En su cuarta temporada (2011-2012), ganó por 3ª vez la LNA y por 2ª vez la Copa de la Liga de Suiza y la Copa Suiza. Jugó 24 partidos de liga y 13 de play-offs, promediando en liga 15,6 puntos (65,7 % en tiros de 2, 45,7 % en triples y 81,3 % en tiros libres), 4 rebotes, 2 asistencias y 1,2 robos en 26,8 min, mientras que en play-offs promedió 14 puntos (53,3 % en tiros de 2, 48,4 % en triples y 83,3 % en tiros libres), 2,9 rebotes y 1,8 asistencias en 21,3 min.
A final de temporada fue nombrado jugador suizo del año de la LNA por 3ª vez y elegido en el mejor quinteto de jugadores suizos de la LNA por 4ª vez, ambas cosas por Eurobasket.com.
En su quinta y última temporada (2012-2013), jugó 21 partidos de liga y 13 de play-offs, promediando en liga 21,1 puntos (60 % en tiros de 2, 38,6 % en triples y 90,2 % en tiros libres), 3 rebotes, 1,9 asistencias y 1,4 robos en 33 min, mientras que en play-offs promedió 18,1 puntos (52,4 % en tiros de 2, 35,3 % en triples y 73,2 % en tiros libres), 2 rebotes, 2,5 asistencias y 1,8 robos en 32,8 min.
Fue el 3º máximo anotador de la LNA. A final de temporada fue nombrado jugador del año de la LNA, escolta del año de la LNA y jugador suizo del año de la LNA por 4ª vez y elegido en el mejor quinteto de la LNA y en el mejor quinteto de jugadores suizos de la LNA por 5ª vez, todo ello por Eurobasket.com.
Disputó un total de 108 partidos de liga y 58 de play-offs con el cuadro de Lugano entre las cuatro temporadas y media, promediando en liga 16,6 puntos (60,5 % en tiros de 2, 46,2 % en triples y 85,8 % en tiros libres), 3,3 rebotes, 2 asistencias y 1,3 robos en 28,6 min de media, mientras que en play-offs promedió 14 puntos (51,7 % en tiros de 2, 40,3 % en triples y 82,8 % en tiros libres), 2,2 rebotes, 1,6 asistencias y 1,2 robos en 25,8 min de media.

### KK Radnički Kragujevac
Firmó para la temporada 2013-2014 por el KK Radnički Kragujevac serbio.
Disputó 16 partidos de liga, 16 de Eurocup y 25 de Liga del Adriático, promediando en liga 11,1 puntos (45,7 % en triples y 91,7 % en tiros libres) y 2 rebotes en 21,4 min de media, en la Eurocup 12 puntos (61,8 % en tiros de 2, 48,4 % en triples y 83,3 % en tiros libres) y 2,3 rebotes en 22,1 min de media, y en la Liga del Adriático 9,6 puntos (33,1 % en triples y 93,3 % en tiros libres), 2,5 rebotes y 1 asistencia en 24,4 min de media.

### Lions de Genève
En el verano de 2014, fichó por dos años por los Lions de Genève, regresando de esta manera a Suiza.
En su primera temporada (2014-2015), ganó la LNA por 4ª vez y la Copa de la Liga de Suiza por 3ª vez. Jugó 21 partidos de liga y 8 de play-offs, promediando en liga 17,1 puntos (51,6 % en tiros de 2, 43,6 % en triples y 79,1 % en tiros libres), 2,5 rebotes y 1,6 asistencias en 28,4 min, mientras que en play-offs promedió 14,8 puntos (57,6 % en tiros de 2, 33,3 % en triples y 68,8 % en tiros libres), 2,8 rebotes y 1,5 asistencias en 28,3 min.
A final de temporada fue nombrado por 2ª vez jugador del año de la LNA y jugador suizo del año de la LNA por 5ª vez y elegido en el mejor quinteto de la LNA por 2ª vez y en el mejor quinteto de jugadores suizos de la LNA por 6ª vez, todo ello por Eurobasket.com.
En su segunda temporada (2015-2016), jugó 26 partidos de liga y 6 de play-offs, promediando en liga 15,1 puntos (43,1 % en triples y 90,3 % en tiros libres), 2,2 rebotes y 1,1 asistencias en 25,8 min, mientras que en play-offs promedió 16,3 puntos (38 % en triples y 92,9 % en tiros libres), 1,8 rebotes y 1,5 asistencias en 27,7 min.
A final de temporada fue elegido en el segundo mejor quinteto de la LNA por 2ª vez y en el mejor quinteto de jugadores suizos de la LNA por 7ª vez, ambas cosas por Eurobasket.com.

## Selección Suiza

### Categorías inferiores
Internacional con las categorías inferiores de la selección de baloncesto de Suiza, disputó el Europeo Sub-20 División B De 2006, en el que la selección suiza quedó en 15.ª posición.
Jugó 8 partidos con un promedio de 32,3 puntos (57,4 % en tiros de 2, 36,6 % en triples y 80 % en tiros libres), 5,9 rebotes, 1,5 asistencias y 1,4 robos en 33,9 min de media. Fue el máximo asistente y el 1º en robos de su selección. Finalizó el Europeo Sub-18 División B de 2008 como el 19º en triples anotados (1,5 por partido). Fue el máximo anotador de su selección.
Finalizó el Europeo Sub-20 División B De 2006 con el 10º mejor % de tiros de 2 y de tiros libres, el 15º mejor % de tiros de campo (49,2 %) y el 20º mejor % de triples y fue el máximo anotador y el 1º en tiros de campo anotados (11 por partido) y en tiros libres anotados (7 por partido), el 2º en tiros de 2 anotados (7,8 por partido), el 3º en triples anotados (3,3 por partido), el 12º en min y el 17º en rebotes defensivos (4,1 por partido).

### Absoluta
Debutó con la absoluta de Suiza en el EuroBasket División B de 2009, en el que las cuatro mejores selecciones se clasificaban para la disputa de la fase de clasificación para el EuroBasket 2011, celebrado en Lituania, no logrando quedar entre las cuatro mejores Suiza.
Jugó 4 partidos con un promedio de 18 puntos (65 % en tiros de 2 y 36,4 % en triples), 3 rebotes y 1,3 robos en 21,3 min de media.
Disputó el EuroBasket División B de 2011, quedando Suiza 2ª del Grupo C.
Jugó 3 partidos con un promedio de 8,3 puntos (100 % en tiros libres), 1,7 rebotes y 1,3 asistencias en 21 min de media.
Disputó la Fase de Clasificación para el EuroBasket 2013, celebrado en Eslovenia, no logrando Suiza clasificarse.
Jugó 8 partidos con un promedio de 17,3 puntos (51,4 % en tiros de 2, 33,3 % en triples y 70,6 % en tiros libres), 4,8 rebotes, 2,4 asistencias y 1 robo en 30,9 min de media. Fue el máximo anotador de su selección.
Finalizó la Fase de Clasificación para el EuroBasket 2013 como el 12º máximo anotador, el 11º en tiros de campo anotados (6,8 por partido) y el 18º en triples anotados (2,3 por partido).
Disputó la Clasificación para el EuroBasket 2015, celebrado entre Alemania, Croacia, Francia y Letonia, no logrando Suiza clasificarse.
Jugó 7 partidos de 1ª fase y 4 de 2ª fase, promediando en la 1ª fase 17,6 puntos (44,6 % en triples y 73,7 % en tiros libres), 4,9 rebotes y 1,6 asistencias en 28,9 min de media, mientras que en la 2ª fase promedió 15,3 puntos (40,7 % en triples y 88,9 % en tiros libres), 2 rebotes y 1,8 asistencias en 29,5 min de media. En ambas fases fue el máximo anotador de su selección, siendo el máximo asistente y el 1º en min en la 2ª fase.
Finalizó la 1ª fase de la Clasificación para el EuroBasket 2015 con el 10º mejor % de triples y el 17º mejor % de tiros de campo (45,2 %) y fue el 3º máximo anotador, el 1º en triples anotados (3,6 por partido), el 3º en tiros de campo anotados (6 por partido), el 12º en rebotes defensivos (4,6 por partido) y el 15º en min.
Finalizó la 2ª fase de la Clasificación para el EuroBasket 2015 con el 8º mejor % de tiros libres y fue el 13º máximo anotador, el 3º en triples anotados (2,8 por partido) y el 8º en tiros libres anotados (4 por partido).